# مبدأ أقل طاقة

مستويات طاقة إلكترون في أحد الذرات : الطاقة القاعية هل أقل طاقة للإلكترون، وعند إثارة الإلكترون (اكتسابه طاقة من الخارج) فإنه يقفز إلى مستوى طاقة أعلى، ويصبح في حالة إثارة. (ولا يستقر الإلكترون في حالة إثاره طويلا فسرعان ما يفقد الطاقة التي اكتسبها ويهبط إلى الحالة القاعية المستقرة).

مبدأ أقل طاقة في الفيزياء والكيمياء (بالإنجليزية:principle of minimum energy) هي صياغة أخرى للقانون الثاني للديناميكا الحرارية، ويقول أنه في نظام مغلق حيث تكون العوامل الخارجية ثابتة وإنتروبيا النظام ثابتا فإن الطاقة الداخلية تقل وتتخذ أقل مقدار لها عند التوازن. ويعني ثبات الظروف الخارجية ثبات الحجم، أو ربما يعني أيضا ثبات مجال مغناطيسي خارجي.
وبالمقارنة مع القانون الثاني للديناميكا الحرارية فهو ينص على أنه في نظام معزول يزداد الإنتروبي حتى الوصول إلى حالة التوازن. ويوصف النظام المعزول بأن فيه قدر ثابت من الطاقة وكمية ثابتة من المادة. ويتميز النظام المغلق - من وجهة أخرى - بأنه نظام متصل بنظام آخر وقد يتبادلا طاقة ولكن لا يتبادلا مادة.
أي إذا كان لدينا نظام مغلق وتكون فيه الإنتروبيا ثابتة (بدلا من ثبات الطاقة) فينتج طبقا للقاونين الأول والثاني أن الطاقة سوف تقل في النظام إلى حد أدنى عند التوازن عن طريق إعطاء بعض الطاقة إلى نظام آخر. أي أن:
- مبدأ تزايد الإنتروبي: في نظام مغلق ذو «طاقة» داخلية ثابتة (مثلما في نظام معزول) يزداد الإنتروبي إلى حد أقصي عند التوازن،
- مبدأ أقل طاقة: في نظام مغلق حيث تكون «الإنتروبي» ثابتا، تتناقص «الطاقة» حتى تصل إلى حد أدنى عند التوازن.

## تشبيه
ينطبق مبدأ أقل طاقة بصفة عامة، فمثلا إذا وضعنا كرة في صحن فإنها تتخد أقل طاقة وضع لها ولا تبقى على حرف الصحن وإنما تستقر في أعمق نقطة في قاعه. كذلك نجد أن إلكترونات الذرة تشغل المدارات التحتية أولا ثم تشغل بعد ذلك المدارات العليا. وكذلك تتدحرج الأحجار من على قمة الجبل لكي تستقر في الوادي (طاقة الوضع).

## اقرأ أيضا
- حالة قاعية
- معادلة جيبس هيلمهولتز
- معادلة جيبس الأساسية
- طاقة غيبس الحرة
- انتروبيا والحياة
- جهد كهركيميائي
- كمون كيميائي
- ديناميكا حرارية
- القانون الثاني للديناميكا الحرارية
- القانون الأول للديناميكا الحرارية
- تفاعل كيميائي
- محركات الحرارة الكمومية